# Kanzel (Klingen)

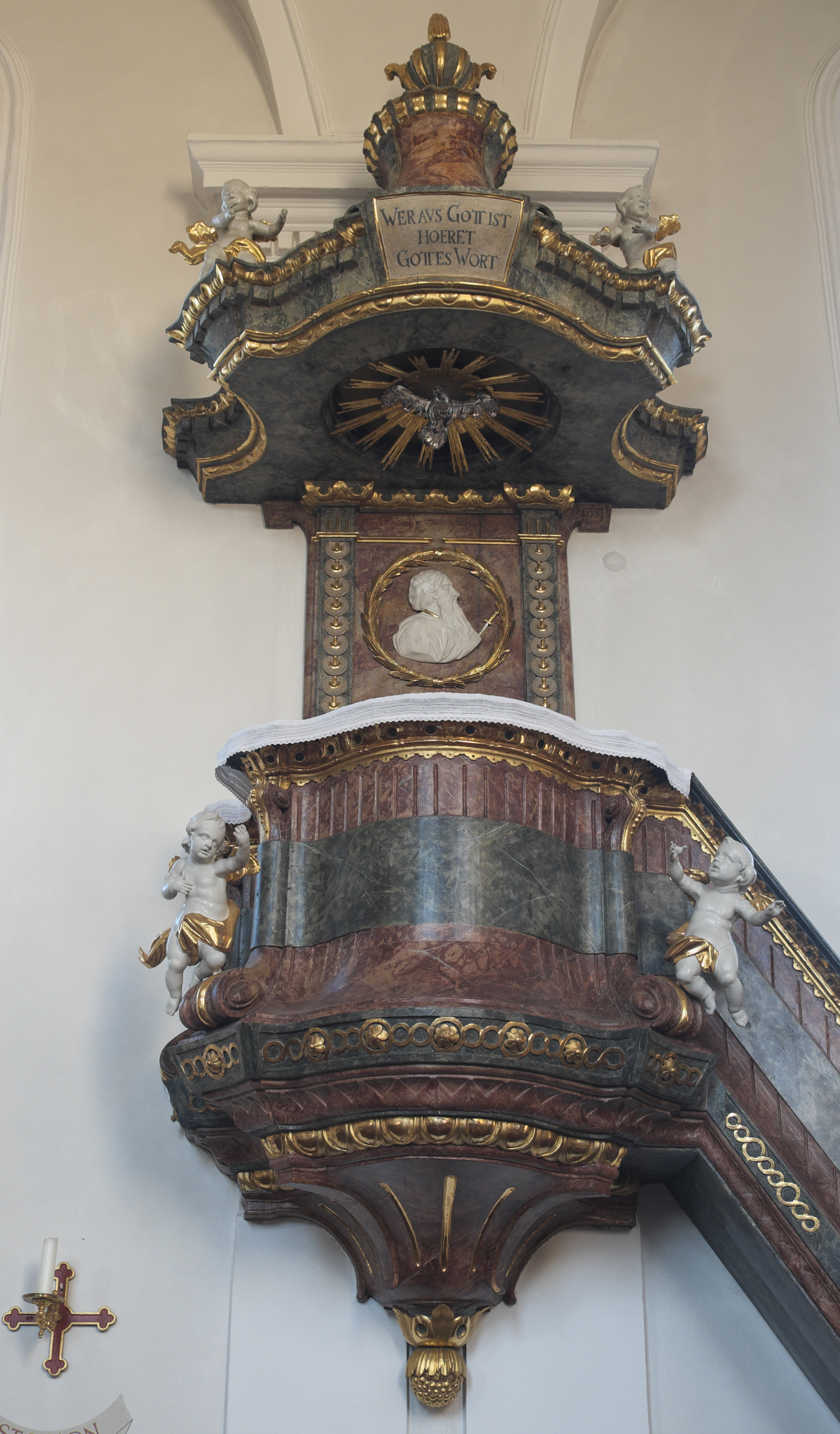
Kanzel in Klingen

Die Kanzel in der katholischen Pfarrkirche Mariä Himmelfahrt in Klingen, einem Stadtteil von Aichach im Landkreis Aichach-Friedberg im bayerischen Regierungsbezirk Schwaben, wurde 1793 geschaffen. Die Kanzel ist ein Teil der als Baudenkmal geschützten Kirchenausstattung.
Die hölzerne Kanzel im Stil des Klassizismus besitzt einen runden Kanzelkorb, der mit zwei weiß gefassten Putten geschmückt ist. Die Kanzelrückwand ist mit einem Medaillon und dem Brustbild des Apostels Paulus verziert.
Der Schalldeckel wird von zwei weiß gefassten Putten und einer Vase bekrönt, an der Unterseite ist eine Heiliggeisttaube zu sehen. Zwischen den Putten steht die Inschrift: „Wer aus Gott ist höret Gottes Wort“.